# Pont d'Ordino
Le pont d'Ordino (aussi connu sous le nom de Pont de l'Estarell) est un pont roman de la principauté d'Andorre situé dans la paroisse d'Ordino, enjambant la Valira del Nord.
À l'origine situé sur l'ancien chemin qui reliait les villages d'Ordino et de El Serrat, le pont a été déplacé le 15 février 1980 au nord du village de Llorts du fait de travaux d'aménagements de la route CG-3.
Le pont d'Ordino est un pont en dos d'âne présentant une chaussée pavée bordée d'un parapet.

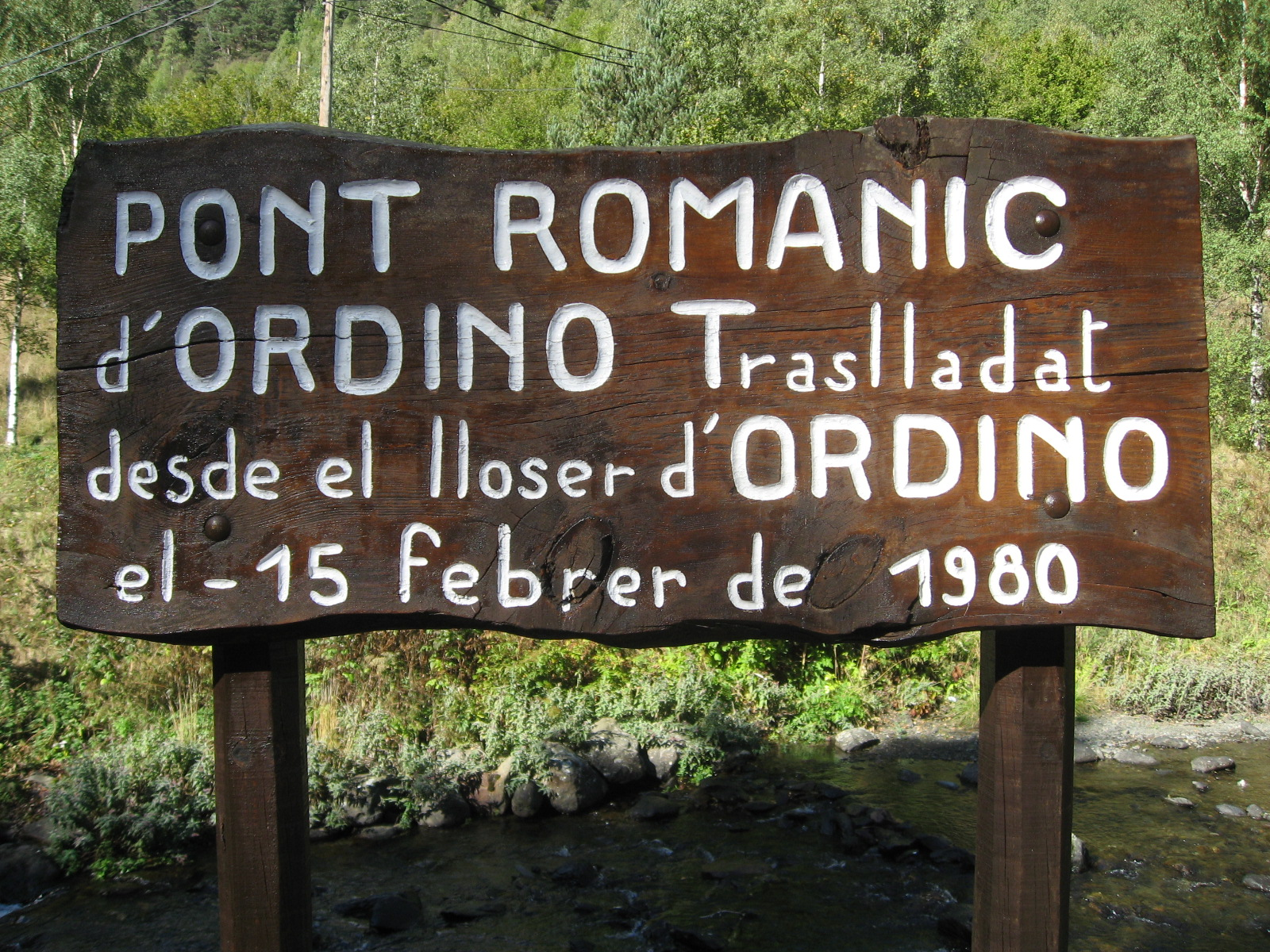
Pancarte rappelant le déplacement du pont
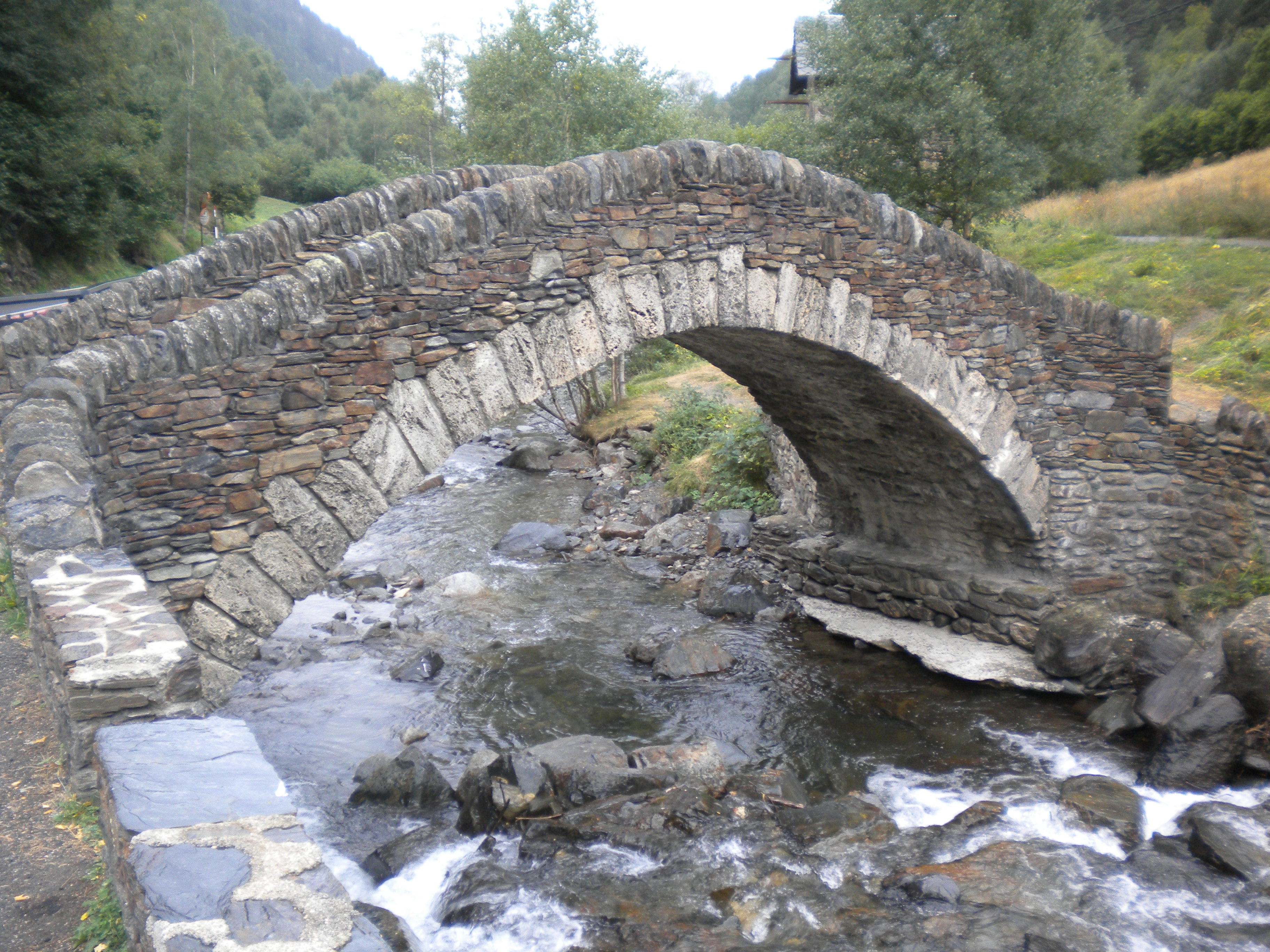
Vue du pont